# Benton (Illinois)
Benton ist eine Kleinstadt und Verwaltungssitz des Franklin County im Süden des US-amerikanischen Bundesstaates Illinois. Im Jahr 2020 hatte Benton 6709 Einwohner, was im Vergleich zu 2010 (7083 Einwohner) −0,54 % sind.

## Geografie
Benton liegt auf 38°00'15" nördlicher Breite und 88°54'58" westlicher Länge. Die Stadt erstreckt sich über eine Fläche von 13,7 km², die ausschließlich aus Landfläche besteht.
7,4 km nordwestlich von Benton liegt der Rend Lake, ein 76 km² (18.900 acres) großer Stausee, der durch das Aufstauen des Big Muddy River angelegt wurde.
Im Zentrum von Benton treffen die Illinois State Routes 14, 34 und 37 zusammen. Durch den Westen der Stadt verläuft in Nord-Süd-Richtung die Interstate 57, die Teil der kürzesten Verbindung von Chicago (480 km im Norden) nach Memphis (378 km im Süden) ist.
Nach St. Louis in Missouri sind es 158 km in nordwestlicher Richtung, Illinois’ Hauptstadt liegt 249 km im Nord-Nordwesten, Indianas Hauptstadt Indianapolis liegt 372 km im Nordosten, Kentuckys größte Stadt Louisville liegt 301 km im Osten und Tennessees Hauptstadt Nashville 337 km im Südosten.
Benton ist auch Knotenpunkt mehrerer Bahnlinien der BNSF Railway.

## Geschichte
Benton ist nach dem Politiker Thomas Hart Benton benannt, der Senator von Missouri war. Der Ort Benton wurde 1841 angelegt und bekam 1902 den Status City verliehen.
Das Franklin County wurde 1818 eingerichtet und war damals etwa doppelt so groß wie heute. 1839 wurde das Williamson County abgespalten und der Verwaltungssitz auf einen Hügel an südlichen Ende der Rowling's Prairie festgelegt. Dies war der Ort, an dem das spätere Benton angelegt wurde.
Das heutige Gerichtsgebäude – bereits das dritte – liegt im Zentrum der Stadt. Dieses wurde 1874–1875 mit einem Kostenaufwand von $27.500,00 gebaut.
Der Großteil des Wachstums der Stadt ist auf reiche Kohlevorkommen, die Lage an mehreren Eisenbahnlinien, fruchtbare Böden der Umgebung und die örtliche Industrie zurückzuführen.
Am 19. April 1928 war Benton Schauplatz der letzten öffentlichen Hinrichtung im Staate Illinois, als der Gangster Charles Birger am Galgen hingerichtet wurde. Das – nicht mehr eingesetzte – Hinrichtungsgerät ist heute im County Jail Museum der Stadt zu besichtigen.
In diesem Museum sind auch Ausstellungsstücke ohne kriminellen Bezug, wie z. B. von George Harrison, ausgestellt. Harrison hatte im September 1963 – bevor die Beatles ihren großen Durchbruch hatten, seine in Benton lebende Schwester besucht. Das Gebäude, in dem er damals wohnte, nennt sich heute Had Day's Nite Bed and Breakfast. Harrison trat auch im benachbarten Eldorado im Saline County auf.

## Demografische Daten
Bei der Volkszählung im Jahre 2000 wurde eine Einwohnerzahl von 6880 ermittelt. Diese verteilten sich auf 2938 Haushalte in 1825 Familien. Die Bevölkerungsdichte lag bei 502,3/km². Es gab 3277 Wohngebäude, was einer Bebauungsdichte von 239,3/km² entsprach.
Die Bevölkerung bestand im Jahre 2000 aus 98,7 % Weißen, 0,3 % Afroamerikanern, 0,1 % Indianern, 0,3 % Asiaten und 0,1 % anderen. 0,5 % gaben an, von mindestens zwei dieser Gruppen abzustammen. 0,5 % der Bevölkerung bestand aus Hispanics, die verschiedenen der genannten Gruppen angehörten.
24,4 % waren unter 19 Jahren, 5,4 % zwischen 20 und 24, 24,8 % von 25 bis 44, 23,0 % von 45 bis 64 und 22,4 % 65 und älter. Das durchschnittliche Alter lag bei 42 Jahren. Die Bevölkerung bestand zu 46,5 % aus männlichen und zu 53,5 % weiblichen Bewohnern.
Das durchschnittliche Einkommen pro Haushalt betrug $27.177, das durchschnittliche Familieneinkommen $35.339. Das Pro-Kopf-Einkommen belief sich auf $15.787. Rund 15,6 % der Familien und 17,5 % der Gesamtbevölkerung lagen mit ihrem Einkommen unter der Armutsgrenze.

### Bekannte Bewohner
- Lin Bolen – frühere Vizepräsidentin von NBC, geboren in Benton
- Doug Collins (* 1951) – Basketballspieler (Olympiateilnehmer 1972), NBA-Trainer, besuchte die Schule in Benton
- Billy Grammer – Country-Musiker, geboren in Benton
- William L. Hungate (1922–2007) – Kongressabgeordneter von Missouri, Bundesrichter, geboren in Benton
- John Malkovich (* 1953) – Schauspieler und Filmproduzent, wuchs in Benton auf
- Adrienne Mayor – (* 1946), Althistorikerin
- Carl Scarborough (1914–1953) – Rennfahrer, wurde in Benton geboren